# Manuela Beltrán

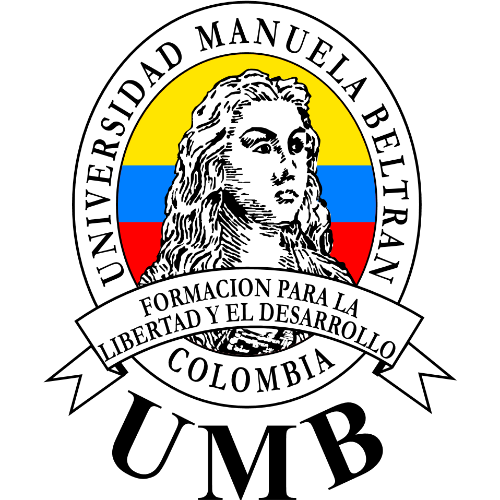
Manuela Beltrán

Manuela Beltrán, född 1750, död okänt år, var en upprorsledare i nuvarande Colombia. Hon ledde en revolt mot spanjorernas beskattning år 1781.
Manuela Beltrán var butiksägare i Socorro och en av få i trakten som kunde läsa och skriva. Spanjorerna införde under denna tid en hård beskattning för att finansiera sin militär. Genom sin läskunnighet kunde hon informera stadens innevånare om de nya direktiven: när de möttes av våldsamt missnöje, uppmanade hon till en strejk som slog igenom i cirka sextio städer i nuvarande Colombia. Revolten upphörde efter en uppgörelse med myndigheterna som sedan inte respekterades av dessa. Många av upprorets ledande gestalter blev då avrättade. Det har dock inte bekräftats om Manuela Beltrán hörde till dem.